# Ekonomiåret 1993

## Händelser

### Mars
- 9 mars - Lindbeckkommissionen överlämnar betänkandet "Nya villkor för ekonomi och politik", SOU 1993:16[1] till finansminister Anne Wibble, innehållande förslag på reformer av det ekonomiska och politiska systemet för lösning av den då pågående 90-talskrisen.

### Juli
- 18 juli – Den så kallade Pigdebatten inleds i Sverige, då svenska nationalekonomen Anne-Marie Pålsson föreslår skatteavdrag för så kallade hushållsnära tjänster.

### Okänt datum
- Urban Bäckström blir chef för Sveriges riksbank.

## Bildade företag
- Byggmax, svensk byggvarukedja.
- City Gross, svensk stormarknadskedja.
- EA Sports, amerikanskt datorspelföretag.
- Skyways, svensk flygresearrangör.

## Uppköp
- Nobel Industrier, svensk kemi- och försvarsindustrikoncern köps av Akzo.

## Konkurser
- Epyx, amerikanskt dator- och TV-spelsföretag.
- Rederi AB Slite, svenskt rederi.

## Priser och utmärkelser
- 10 december - Robert Fogel och Douglass North från USA får Sveriges Riksbanks pris i ekonomisk vetenskap till Alfred Nobels minne.[2]
- 24 december - Parfym är årets julklapp i Sverige.

## Avlidna
- 20 februari - Ferruccio Lamborghini, 76, grundare av Lamborghini.
- 3 september - David Brown, 89, brittisk företagsledare.

### Fotnoter
1. ↑  
Ekonomikommissionen; Assar Lindbeck (1993). Nya villkor för ekonomi och politik: Ekonomikommissionens förslag : betänkande. Statens offentliga utredningar, 0375-250X ; 1993:16. Stockholm: Allmänna förl. Libris 8351205. ISBN 91-38-13294-X
2. ↑  ”All Nobel Prizes” (på engelska). Nobelpriset. http://www.nobelprize.org/nobel_prizes/lists/all/index.html. Läst 19 augusti 2012.